# Chantiers de l'Atlantique
Chantiers de l'Atlantique is een scheepswerf in Saint-Nazaire in Frankrijk. Het was sinds 2008 een onderdeel van STX Europe, maar dit bedrijf ging in 2016 failliet. Sinds 2017 is het bedrijf eigendom van de Franse staat en Naval Group.

## Geschiedenis
In 1932 werd de SS Normandie gebouwd op de scheepswerf van Chantiers de Penhoët. Bij de tewaterlating was de SS Normandie het grootste en snelste schip ter wereld en is tot op heden het krachtigste door een stoomturbine turbo-elektrisch aangedreven schip ooit gebouwd. Voor de bouw van het schip was een groot droogdok aangelegd dat de naam van het schip kreeg, het Normandiedok.
In 1942 werd tijdens Operatie Chariot de sluisdeur opgeblazen waardoor het droogdok niet meer te gebruiken was. Het verlies van het Normandie-droogdok was een tegenslag voor de Duitse marine, zware Duitse oorlogsbodems actief op de Atlantische Oceaan moesten nu voor herstel en groot onderhoud terugkeren naar de thuiswateren.
In 1955 fuseerden Ateliers et Chantiers de la Loire en Chantiers de Penhoët wat resulteerde in de Chantiers de l'Atlantique werf. In 1976 werd Alsthom eigenaar.
In maart 2006 verkreeg de Noorse scheepswerf Aker Yards 75% van de aandelen van Alstom Marine en werd eigenaar van de scheepswerven in Saint-Nazaire en Lorient. Aker betaalde US$ 60 miljoen voor het meerderheidsbelang. Sinds 1 juni 2006 kwam de werf volledig in handen van Aker Yards. Dit bedrijf kwam op 3 november 2008 in handen van het Zuid-Koreaanse STX Shipbuilding via STX Europe. Sinds 6 november 2008 is Chantiers de l'Atlantique een 50,01% dochteronderneming van STX France Cruise, terwijl met 33,34% van de aandelen in handen zijn van de Franse staat. In 2016 ging STX echter failliet.
De Italiaanse maritieme groep Fincantieri zal de scheepswerven overnemen met een belang van twee derde van de aandelen. Een rechtbank in Seoel heeft hiervoor toestemming gegeven. Eind juni 2017 werd bekend dat de Franse overheid de scheepswerf volledig wil overnemen. De Franse overheid heeft al jaren een minderheidsbelang. De regering acht de werf van groot strategisch belang en deze nationalisatie plannen doorkruisen de geplande overname door Fincantieri. De socialistische regering van president Hollande zag geen problemen met de overname door Fincantieri, maar zijn opvolger Macron wel. Hij vreesde voor de werkgelegenheid in Saint-Nazaire omdat Fincantieri de werkgelegenheid in Italië prioriteit zou kunnen geven. In september 2017 werd uiteindelijk een akkoord bereikt met Fincantieri, waarbij het Italiaanse bedrijf voor de helft eigenaar werd van de scheepswerf, met de rest van de aandelen in handen van de Franse Naval Group en de Franse staat. In oktober 2017 kreeg de scheepswerf haar oorspronkelijke naam terug: Chantiers de l'Atlantique. De Europese Commissie is een diepgaand onderzoek gestart naar de aandelentransactie en in maart 2020 liep deze nog steeds.

## Opmerkelijke bouwprojecten
De werf beschikt over een enorm droogdok van 900 meter lang en 70 meter breed en dit maakt de bouw van de grootste schepen mogelijk.

### Tankers
In de jaren zeventig van de twintigste eeuw werden hier de Batillus en de drie zusterschepen Prairial, Bellamya en Pierre Guillaumat gebouwd, tot dan de grootste tankers ter wereld. Andere grote tankers werden hier ook gebouwd, zoals de zusterschepen Gastor en Nestor. Deze LNG-tankers werden gebouwd in opdracht van de Nederlandse rederij Nederlandsche Scheepvaart Unie en het Amerikaanse Ocean Shipping. Na het bouwen van bovenstaande tankers raakte dit dok in onbruik mede door de opkomst van scheepswerven in landen met lagere loonkosten.

### Passagiersschepen
In 1962 werd de SS France opgeleverd aan Compagnie Générale Maritime. Dit schip deze onderhield een vaste dienst tussen Frankrijk en de Verenigde Staten. Het kwam in februari 1962 in de vaart en was het langste passagiersschip ter wereld. In 2003 werd de Queen Mary 2 te water gelaten en kwam een jaar later in de vaart. Het was tot 2006 het grootste cruiseschip ter wereld, maar het staat nog wel te boek als grootste ocean liner. Voor de bouw van de Queen Mary 2 is het droogdok gerenoveerd en gebruikt. Het was ook de plaats waar 16 mensen om het leven kwamen toen op 16 november 2003 een loopplank instortte en tientallen mensen naar beneden in het droogdok vielen. In 2010 kwam de Norwegian Epic in gebruik en is een van de grootste cruiseschepen ter wereld. In 2017 volgde de MSC Meraviglia, een cruiseschip van MSC. Met zijn 19 dekken was het schip in juni 2017 het op drie na grootste cruiseschip van de wereld.

### Mistralklasse

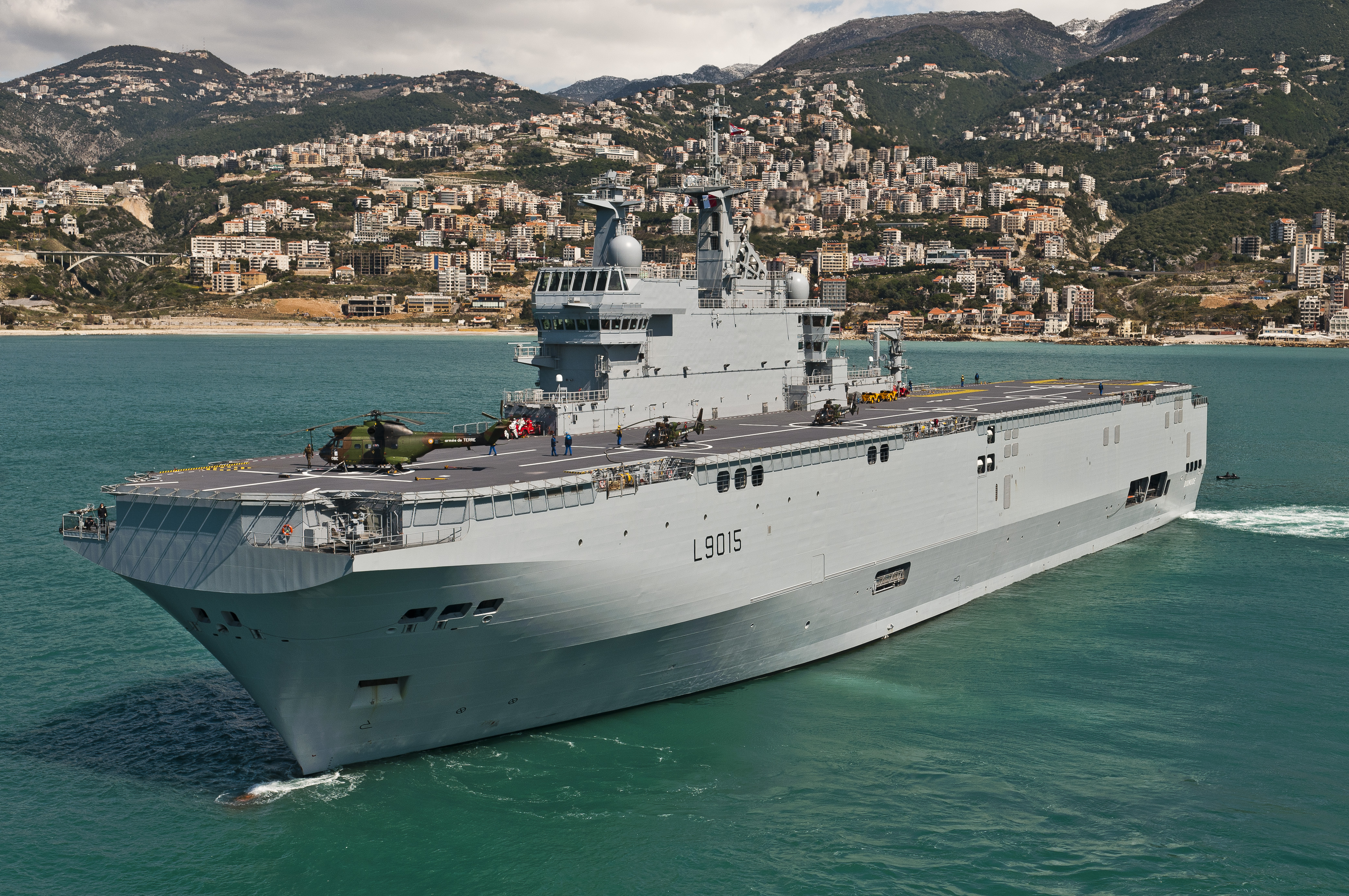
Dixmude van de Mistralklasse

De werf heeft een belangrijke rol gespeeld bij de bouw van drie amfibische aanvalsschepen van de Mistralklasse voor de Franse marine. In 2000 ontving de werf, samen met partner Direction des Constructions Navales (DCN) een onderdeel van Thales, de opdracht om twee vaartuigen van deze klasse te bouwen. De schepen zijn bijna 200 meter lang kunnen 16 helikopters en tientallen tanks aan boord hebben. Verder bieden de schepen plaats aan zeker 450 militairen. Chantiers de l'Atlantique was verantwoordelijk voor de voorste helft van het schip en het transport naar de DCN werf waar de twee helften tot een geheel werden geassembleerd. Beide schepen, de Mistral en Tonnerre, werden in 2006 opgeleverd. Een derde schip schip in deze klasse werd besteld, de Dixmude. De Dixmude werd volledig op de Saint-Nazaire werf gebouwd en in januari 2012 in dienst gesteld. In juni 2011 bestelde de Russische marine ook vier exemplaren. Twee schepen worden gebouwd in Frankrijk op de STX Europe werf en de andere twee, mede onder toezicht van STX Europe, op de Russische Baltische Scheepswerf van United Shipbuilding Corporation.